# Premier pillage d'Angkor
Après la mort de Suryavarman II, en 1150, le royaume des Khmers traversa des années difficiles, les Chams ravageant Angkor en 1177.
Un des fils de Dharanindra Varman II, Jayavarman VII remporte sur les Chams en 1181 une grande victoire navale, représentée sur les bas-reliefs du Bayon et Banteay Chhmar et libère le pays.